# ABC TGIF
ABC TGIF ou simplement TGIF est le nom-slogan d'un bloc de programme de 2 heures en première partie de soirée le vendredi soir sur la chaîne ABC. Ce bloc a été lancé en 1988 et fait référence à l'expression TGIF(Thank God It's Friday) mais qui signifierait « Thank Goodness It's Funny. »
Un concept similaire, nommé Must See TV, a été mis en place sur NBC avec Must See TV.

## Historique

### Premières années
Le bloc de programmes a débuté durant la saison 1988-1989 avec la programmation suivante :  Larry et Balki, La Fête à la maison, Mr. Belvedere et Un toit pour dix (Just the Ten of Us) mais le nom de TGIF n'est apparu que lors de la saison 1990-1991. Les années suivantes, La Vie de famille un spin-off de Larry et Balki et The Brady Bunch (qui inspirera Notre belle famille) ont complété l'offre.
Durant ces premières années, les personnages principaux de l'une des séries « présentaient » le bloc de programmes. En plus d'un logo et d'une ritournelle, les acteurs annonçaient chaque série et commentaient ensuite l'épisode; trouvant parfois des analogies entre chaque série. La précédente mascotte des émissions du soir était une souris de dessin animé qui brisait une horloge avec un marteau.
Jusqu'en 1997, TGIF était présenté par les acteurs et à la fin du bloc, il disait au revoir « We'll see you next week ». Après la publicité, l'annonce de l'émission 20/20 par Hugh Downs et Barbara Walters marquait le point final du bloc (vers 22 h EAT ou CET 21 h).

### Le déclin de TGIF
En 1997, les séries Notre belle famille et La Vie de famille partirent sur le bloc concurrent CBS Block Party de la chaîne CBS pour ce qui s'est avéré être pour chacun leur dernière saison. Ce bloc concurrent avec aussi 4 séries réparties sur 2 heures et une programmation semblable ne parvint pas à trouver son public et s'arrêta au bout d'un an.
Comme leur programmation évoluait, ABC enleva le logo TGIF et la chanson associée. Toutefois, les années passant, ABC s'intéressa aux indices d'écoute du bloc TGIF. Des séries comme Incorrigible Cory ou Sabrina, l'apprentie sorcière débutaient fortement mais faiblissaient ensuite.
De nouvelles séries furent ajoutées comme Teen Angel ou You Wish mais furent stoppées au bout d'une saison (ou moins). À partir de ce moment le bloc est devenu une sorte de « dépotoir » pour les séries qu'ABC ne souhaitait pas voir au sein d'autres blocs. Ce fut le cas de The Hughleys diffusée de 1998 à 2000 puis transférée sur UPN avant de s'arrêter en 2002.
À partir de 2000, ABC a arrêté totalement le bloc de quatre programmes du vendredi soir en dehors de la diffusion de Working Comedy, un bloc de comédies, durant l'automne 2000 avec Un toit pour trois, Trouble with Normal, Madigan de père en fils  et The Norm Show.
Ensuite le créneau fut « rendu » aux films et aux reality shows comme The Mole. À partir de ce moment les soirées du vendredi furent celles avec le plus faible taux d'écoute de la semaine sauf pour quelques émissions telles que Les Experts sur CBS, d'abord diffusé le vendredi avant de passer le jeudi.

### Le bref retour de TGIF
Le bloc TGIF est réapparu à l'automne 2003 après une grande campagne de promotion. Cette dernière comprenait entre autres, une publicité télévisée reprenant la chanson YMCA avec les lettres T-G-I-F) et montrant les quatre familles des séries assises sur un canapé. Mais malgré la reprise du nom TGIF et du principe de quatre séries, les présentations par les acteurs furent supprimées. La première saison reçut un succès mitigé avec presque toujours la seconde ou la troisième place derrière la programmation de CBS comprenant Le Monde de Joan et JAG
Au début 2005, ABC arrêta la promotion du nom TGIF avant d'arrêter en automne 2005 le marquage du bloc. Les séries furent poursuivies dans le même créneau. La série La Star de la famille continua sa diffusion dès l'automne 2005, celle de Less Than Perfect fut renouvelée en avril 2006 et Une famille du tonnerre fut déplacé dans le bloc du jeudi puis à son horaire d'origine le mercredi. Ironiquement, CBS arrêta Joan et JAG en mai 2005.

### Bloc actuel
Au printemps 2006, La Star de la famille fut déplacé pour le mardi et les soirées du vendredi furent dédiées à des émissions d'une heure. De toute façon même si ABC décide de reprogrammer un bloc de séries pour le vendredi soir, il semble qu'elles seront d'un ton similaire à celle des autres blocs, et donc plus spécifiquement destinées à la famille et aux enfants. La plupart de ces  séries datant des années 1990 sont rediffusées sur Disney Channel et dans le bloc de programme ABC Kids (le samedi matin).
Après avoir fini leur période de syndication, les anciennes séries de TGIF occupent la programmation des après-midi de ABC Family. Les séries sont alors diffusées par lot d'une heure, on y retrouve :  La Fête à la maison, Sabrina, l'apprentie sorcière, La Vie de famille, Notre belle famille et Incorrigible Cory.

### TGIT
Le bloc actuel nommé TGIT (Thank God It's Thursday) regroupe actuellement les séries Grey's Anatomy, How To Get Away With Murder et Scandal, le bloc regroupe des séries du genre drame.
Le slogan de la saison 2016/2017 est :
- Grey's Anatomy : "I Save Lives" (Je Sauve des vies)
- Scandal : "I Run DC" (Je Dirige Washington)
- How To Get Away With Murder : "I Kill in the Courtroom" (Je tue dans le tribunal)

## Programmation
| Saison               | 8:00                          | 8:30                  | 9:00                          | 9:30                |
| -------------------- | ----------------------------- | --------------------- | ----------------------------- | ------------------- |
| Automne 1988         | Larry et Balki                | La Fête à la maison   | Mr. Belvedere                 | Un toit pour dix    |
| Automne 1989         | La Fête à la maison           | La Vie de famille     | Larry et Balki                | Un toit pour dix    |
| Automne 1990         | La Fête à la maison           | La Vie de famille     | Larry et Balki                | Going Places        |
| Été 1991             | La Vie de famille             | Notre belle famille   | Larry et Balki                | Hi Honey, I'm Home! |
| Automne 1991         | La Vie de famille             | Notre belle famille   | Larry et Balki                | Ici bébé            |
| Automne 1992         | La Vie de famille             | Notre belle famille   | Dinosaures                    | Camp Wilder         |
| Automne 1993         | La Vie de famille             | Incorrigible Cory     | Notre belle famille           | Cooper et nous      |
| Automne 1994         | La Vie de famille             | Incorrigible Cory     | Notre belle famille           | Cooper et nous      |
| Automne 1995         | La Vie de famille             | Incorrigible Cory     | Notre belle famille           | Cooper et nous      |
| Printemps 1996       | La Vie de famille             | Les Muppets           | Aliens in the Family          | Notre belle famille |
| Automne 1996         | La Vie de famille             | Incorrigible Cory     | Sabrina, l'apprentie sorcière | Clueless            |
| Automne 1997         | Sabrina, l'apprentie sorcière | Incorrigible Cory     | You Wish                      | Teen Angel          |
| Automne 1998         | Les jumelles s'en mêlent      | Incorrigible Cory     | Sabrina, l'apprentie sorcière | Brother's Keeper    |
| Automne 1999         | The Hughleys                  | Incorrigible Cory     | Sabrina, l'apprentie sorcière | Merci les filles    |
| interruption du bloc |                               |                       |                               |                     |
| Automne 2003         | George Lopez                  | Married to the Kellys | La Star de la famille         | Life with Bonnie    |
| Automne 2004         | Touche pas à mes filles       | Les Sauvages          | La Star de la famille         | Less Than Perfect   |
| Automne 2012         | Last Man Standing             | Malibu Country        | Shark Tank (émission)         | 20/20 (émission)    |